# Tapinanthus letouzeyi
Tapinanthus letouzeyi é uma espécie de planta da família Loranthaceae. É endémica dos Camarões. O seu habitat natural são florestas é secas tropicais ou subtropicais. Está ameaçado pela perda de habitat.